# Garnet Wolseley
Charles Garnet Wolseley KP, GCB, OM, GCMG, VD, PC Golden Bridge comtat de Dublín, Irlanda, 4 de juny de 1833 - Menton, Provença, França, 25 de març de 1913) fou un militar anglès.
El 1850 s'allistà com abanderat en un regiment d'infanteria; com a tal feu la campanya de Birmània, essent greument ferit en aquesta i promogut a tinent. Després feu la campanya de Crimea en l'arma d'Enginyers; a Sebastòpol fou greument ferit i el desembre de 1854 ascendí a capità.
Enviat amb comandament a l'Índia el 1857, es distingí amb intrepidesa i valentia en els combats al voltant de Laghman i, acabada aquella campanya en complir vint-i-sis anys, se l'atorgà el grau de tinent coronel. El 1860 prengué part activa en la guerra de la Xina, assistint a l'assalt de Pequín. El 1861-1870 serví (en una breu interrupció) en el Canadà, on ascendí a coronel, i prengué part en les lluites contra els indígenes del territori del Red River, que s'havien revoltat.
El 1873 rebé el comandament suprem en la guerra contra els aixanti; el 5 de febrer de 1874 destruí Kumasi, la capital d'aquells, obligant-los a sotmetre's. en recompensa a aquesta gesta fou promogut a general major i aconseguí una gratificació de 25.000 lliures esterlines. El 1875 fou nomenat governador de Natal i després general en cap de les nomenades "Auxiliary forces"; el 1876 individu del Consell de l'Índia i el 1878 governador de Xipre.
El maig de 1879 fou ascendit a tinent general i anomenat governador civil i militar del Natal i Transvaal, i en acabar-se la guerra dels zulus, nomenat per a substituir Lord Chelmsford. A en Wolseley se li degueren la captura de Ceelayo (l'agost) i del cacic Sekokuni (el desembre), i la reorganització dels país dels zulus repartit, sota la sobirania britànica. Pel març de 1880, anomenat mestre general de camp de l'exèrcit, tornà a Anglaterra, i l'abril de 1882 se li donà el càrrec d'ajudant general en el ministeri de la Guerra.
El juliol del mateix any el posaren al front de l'expedició a Egipte; el 13 de setembre aconseguí la victòria en la batalla de Tel el-Kebir, rebent en recompensa la dignitat de par amb el títol de Lord Wolseley of Cairo. Per contra, fracassà (1885) en l'evacuació de Khartum i en el salvament d'en Charles George Gordon, a pesar del qual fou elevat a la categoria de vescomte. El 1890 rebé el comandament de les tropes d'Irlanda; el 1894 fou nomenat mariscal de camp i el novembre de 1895 general en cap dels exèrcits britànics, càrrec que desenvolupà fins al 1900.

## Escrits
- The soldier's pocketbook for field service: (Londres, 1856) 5a. Ed., 1886
- Narrative of the war with China in 1880: (1861)
- The sustem of field manoeuvres: (1872)
- Life of the duke of Marlborough: (1894)
- Decline and fall of Napoleon: (1895)
- The Story of a soldier's life: autobiografia (1903),
- Marley Castle: novel·la (1877)